# Nati nel 1954/Febbraio
| Questa pagina contiene informazioni ricavate automaticamente dalle voci biografiche con l'ausilio del template Bio e di un bot. L'aggiornamento è periodico e automatico e ricostruisce completamente la pagina. Se manca una persona in questa lista, sei pregato di non aggiungerla, ma accertati piuttosto che la sua voce biografica contenga il template Bio e che i dati anagrafici siano correttamente compilati. Se il template Bio manca, inseriscilo tu stesso o, in alternativa, metti l'avviso {{tmp\|Bio}} che ne segnala la mancanza. Se i dati riportati sono sbagliati, correggi direttamente la voce biografica; le modifiche saranno visibili in questa lista entro pochi giorni. Per chiarimenti vedi il progetto biografie. La lista contiene solo le 245 persone che sono citate nell'enciclopedia e per le quali è stato implementato correttamente il template Bio. Pagina aggiornata al 18 ago 2025. |

- 1º febbraio - Paolo Amato, politico e pubblicista italiano
- 1º febbraio - Matilde Bernabei, giornalista, produttrice televisiva e dirigente d'azienda italiana
- 1º febbraio - Chen Peisi, attore cinese
- 1º febbraio - Dino D'Autorio, bassista e arrangiatore italiano
- 1º febbraio - Chuck Dukowski, bassista statunitense
- 1º febbraio - Roberto Missiroli, montatore italiano
- 1º febbraio - Bill Mumy, attore e musicista statunitense
- 1º febbraio - Paolo Rosi, ex calciatore italiano
- 1º febbraio - Egbert Streuer, pilota motociclistico olandese
- 1º febbraio - Zoltán Sztanity, ex canoista ungherese
- 1º febbraio - Ignacio Coronel Villarreal, criminale messicano († 2010)
- 2 febbraio - Christie Brinkley, supermodella statunitense
- 2 febbraio - Ernesto Paulo, allenatore di calcio e ex giocatore di calcio a 5 brasiliano
- 2 febbraio - Ida Dominijanni, giornalista, filosofa e storica italiana
- 2 febbraio - Hansi Hinterseer, cantante, attore e ex sciatore alpino austriaco
- 2 febbraio - Robin Jones, cestista statunitense († 2018)
- 2 febbraio - Edoardo Montaina, fotografo italiano
- 2 febbraio - Paul O'Dette, liutista e musicologo statunitense
- 2 febbraio - Park Chang-sun, ex calciatore e allenatore di calcio sudcoreano
- 2 febbraio - Sandro Petrone, giornalista, conduttore televisivo e cantautore italiano († 2020)
- 2 febbraio - Lucia Rizzi, cantante italiana
- 2 febbraio - Antonio Rizzo, politico italiano
- 2 febbraio - Ljubov' Rusanova, ex nuotatrice sovietica
- 2 febbraio - Louis Sclavis, clarinettista e compositore francese
- 2 febbraio - Hadi Teherani, architetto tedesco
- 2 febbraio - Sergio Quirino Valente, velista e avvocato italiano († 2021)
- 3 febbraio - Tom Barrise, allenatore di pallacanestro statunitense († 2022)
- 3 febbraio - Tekla Chemabwai, ex velocista e mezzofondista keniota
- 3 febbraio - Timothy Costelloe, arcivescovo cattolico australiano
- 3 febbraio - Irmgard Lukasser, ex sciatrice alpina austriaca
- 3 febbraio - Tommy Zvoncheck, tastierista statunitense
- 4 febbraio - Tim Caldwell, ex fondista statunitense
- 4 febbraio - Shigeru Chiba, attore e doppiatore giapponese
- 4 febbraio - Franza Di Rosa, regista italiana
- 4 febbraio - Roberto Diem Tigani, compositore e direttore d'orchestra italiano († 2016)
- 4 febbraio - Vladimir Drinfel'd, matematico sovietico
- 4 febbraio - Andrej Karlov, politico e diplomatico russo († 2016)
- 4 febbraio - Felipe Martín, ex calciatore spagnolo
- 4 febbraio - Jelica Pavličić, ex velocista jugoslava
- 4 febbraio - Maurizio Restelli, ex calciatore italiano
- 4 febbraio - Patrizio Roversi, conduttore televisivo italiano
- 4 febbraio - Adriana Russo, attrice e cantante italiana
- 4 febbraio - John Whitlinger, ex tennista statunitense
- 4 febbraio - Jeff Wood, allenatore di calcio e ex calciatore inglese
- 5 febbraio - Dominique Besnehard, attore, produttore cinematografico e produttore televisivo francese
- 5 febbraio - Giannina Braschi, scrittrice, poetessa e saggista portoricana
- 5 febbraio - Agron Jano, architetto e pittore albanese († 2013)
- 5 febbraio - Susan Kare, designer statunitense
- 5 febbraio - Cliff Martinez, compositore e batterista statunitense
- 5 febbraio - Robert Walter McElroy, cardinale e arcivescovo cattolico statunitense
- 5 febbraio - Guy Novès, ex rugbista a 15 e allenatore di rugby a 15 francese
- 6 febbraio - Ivano Corvi, ex sciatore alpino italiano
- 6 febbraio - Costică Dafinoiu, pugile rumeno († 2022)
- 6 febbraio - Tadeusz Grygiel, cestista polacco († 2022)
- 6 febbraio - Érik Izraelewicz, giornalista francese († 2012)
- 6 febbraio - Heikki Kasko, ex cestista finlandese
- 6 febbraio - Juan Domingo de la Cruz, ex cestista argentino
- 7 febbraio - Dieter Bohlen, cantante, musicista e produttore discografico tedesco
- 7 febbraio - Lucio Caracciolo, giornalista italiano
- 7 febbraio - Maïk Darah, attrice, doppiatrice e cantante francese
- 7 febbraio - Raffaele Fiore, terrorista italiano († 2025)
- 7 febbraio - Marlene Font, ex schermitrice cubana
- 7 febbraio - Giovanni Forti, giornalista italiano († 1992)
- 7 febbraio - Gianna Malisani, politica italiana
- 7 febbraio - Rune Ottesen, ex calciatore norvegese
- 7 febbraio - Ulrich Pinner, ex tennista tedesco
- 8 febbraio - Roger van Boxtel, dirigente d'azienda e politico olandese
- 8 febbraio - Ade Coker, ex calciatore nigeriano
- 8 febbraio - Jorge Comas, nuotatore spagnolo
- 8 febbraio - Phyllis Curott, saggista e avvocato statunitense
- 8 febbraio - Geremia Giroldi, ex cestista, dirigente sportivo e allenatore di pallacanestro italiano
- 8 febbraio - Ōji Hiroi, fumettista giapponese
- 8 febbraio - Jimmy Kelly, ex calciatore nordirlandese
- 8 febbraio - Joe Maddon, allenatore di baseball e ex giocatore di baseball statunitense
- 8 febbraio - Alphonse Persico, mafioso statunitense
- 8 febbraio - Christine Rolland, ex sciatrice alpina francese
- 9 febbraio - Walter Baier, politico austriaco
- 9 febbraio - Mary Jo Duffy, curatrice editoriale e fumettista statunitense
- 9 febbraio - Chris Gardner, imprenditore statunitense
- 9 febbraio - Bertram Hilgen, politico tedesco
- 9 febbraio - Ana Gomes, diplomatica e politica portoghese
- 9 febbraio - Gina Rinehart, imprenditrice australiana
- 9 febbraio - Ulrich Walter, ex astronauta e fisico tedesco
- 9 febbraio - Alfonso Zamora, ex pugile messicano
- 10 febbraio - Antonino Arconte, scrittore, ex militare e agente segreto italiano
- 10 febbraio - Hasan Atiya Al Nassar, poeta iracheno († 2017)
- 10 febbraio - Rodolfo Bigotti, attore italiano
- 10 febbraio - Carita Holmström, cantante finlandese
- 10 febbraio - Abdul Jeelani, cestista statunitense († 2016)
- 10 febbraio - Giovanni Sgarbossa, ex calciatore italiano
- 10 febbraio - Michele Vietti, politico e avvocato italiano
- 11 febbraio - Gary Barbaro, ex giocatore di football americano statunitense
- 11 febbraio - David Cirici, scrittore e filologo spagnolo
- 11 febbraio - Maurizio Dianese, giornalista e scrittore italiano
- 11 febbraio - Kōnstantinos Kōnstantinou, ex calciatore cipriota
- 11 febbraio - Erika Leonardi, saggista italiana
- 11 febbraio - Jean-Claude Romand, truffatore e serial killer francese
- 11 febbraio - Wesley Strick, sceneggiatore, critico musicale e scrittore statunitense
- 12 febbraio - Luciano Bodini, ex calciatore italiano
- 12 febbraio - Maurizio Carrara, dirigente d'azienda e dirigente pubblico italiano
- 12 febbraio - Abdelaziz Djerad, politico algerino
- 12 febbraio - Zach Grenier, attore statunitense
- 12 febbraio - Gerard Tlali Lerotholi, arcivescovo cattolico lesothiano
- 12 febbraio - Luciano Muratori, tecnico del suono italiano
- 12 febbraio - Phil Zimmermann, crittografo statunitense
- 13 febbraio - Dominique Bathenay, allenatore di calcio e ex calciatore francese
- 13 febbraio - Franz Bernreiter, ex biatleta tedesco
- 13 febbraio - Nico D'Ascola, politico italiano
- 13 febbraio - Bibiana Fernández, attrice, cantante e ex modella spagnola
- 13 febbraio - Michael Majerus, genetista e entomologo britannico († 2009)
- 13 febbraio - Stefano Santospago, attore italiano
- 13 febbraio - Vijay Seshadri, poeta indiano
- 14 febbraio - Luigi Bacialli, giornalista italiano
- 14 febbraio - Jim Crews, ex cestista e allenatore di pallacanestro statunitense
- 14 febbraio - Valentin Iuliano, artista e ex politico rumeno
- 14 febbraio - Vincent Lukáč, ex hockeista su ghiaccio cecoslovacco
- 14 febbraio - Claudio Misculin, attore e regista teatrale italiano († 2019)
- 14 febbraio - Richard Scott, X duca di Buccleuch, nobile scozzese
- 14 febbraio - Kōhei Tanaka, compositore giapponese
- 14 febbraio - Sandra Tiezza, ex sciatrice alpina italiana
- 15 febbraio - Fabio Contestabile, poeta e insegnante svizzero († 2022)
- 15 febbraio - Giovanni De Luca, ex pugile italiano
- 15 febbraio - Amílcar Fonseca, allenatore di calcio e ex calciatore portoghese
- 15 febbraio - Matt Groening, fumettista, disegnatore e produttore televisivo statunitense
- 15 febbraio - Pamela Jiles, ex velocista statunitense
- 15 febbraio - João Soares de Almeida Filho, ex calciatore brasiliano
- 15 febbraio - Maurice Kamto, politico e giurista camerunese
- 15 febbraio - Brad Little, politico statunitense
- 15 febbraio - Massimo Lupini, ex calciatore italiano
- 15 febbraio - Domenico Marzi, politico italiano
- 15 febbraio - Flavio Tredese, politico italiano
- 16 febbraio - Gloria Banditelli, mezzosoprano italiano
- 16 febbraio - Iain Banks, scrittore scozzese († 2013)
- 16 febbraio - Gianni Canova, critico cinematografico, autore televisivo e direttore artistico italiano
- 16 febbraio - Mario D'Aleo, carabiniere italiano († 1983)
- 16 febbraio - Amedeo Goria, giornalista e conduttore televisivo italiano
- 16 febbraio - Margaux Hemingway, attrice e supermodella statunitense († 1996)
- 16 febbraio - Stuart John Parker, ex calciatore britannico
- 16 febbraio - Gianpaolo Silvestri, politico e giornalista italiano († 2024)
- 16 febbraio - Maria Ștefan, ex canoista romena
- 17 febbraio - Irena Bartošová, ex cestista cecoslovacca
- 17 febbraio - Miki Berkovich, ex cestista israeliano
- 17 febbraio - Natal'ja Butuzova, ex arciera sovietica
- 17 febbraio - Alejandro Canale, allenatore di rugby a 15, dirigente sportivo e ex rugbista a 15 argentino
- 17 febbraio - Don Coscarelli, regista, sceneggiatore e produttore cinematografico italiano
- 17 febbraio - Raúl Gómez González, arcivescovo cattolico messicano
- 17 febbraio - Maria Astrid di Lussemburgo, principessa lussemburghese
- 17 febbraio - Rene Russo, attrice statunitense
- 17 febbraio - Yūji Takada, ex lottatore giapponese
- 18 febbraio - Ciro Alfano, politico italiano
- 18 febbraio - Vigdis Bente Mørdre, fondista norvegese († 2020)
- 18 febbraio - Scott Crichton, ex rugbista a 15 neozelandese
- 18 febbraio - Vladimir Dorochov, pallavolista e allenatore di pallavolo sovietico († 2024)
- 18 febbraio - Leonora Fani, attrice italiana
- 18 febbraio - Virginio Quartuccio, ex arbitro di calcio italiano
- 18 febbraio - Paul Rendall, rugbista a 15 britannico († 2023)
- 18 febbraio - Maurizio Romani, politico italiano
- 18 febbraio - John Travolta, attore e cantante statunitense
- 19 febbraio - Christine Böhm, attrice austriaca († 1979)
- 19 febbraio - Francis Buchholz, bassista tedesco
- 19 febbraio - Michael Gira, cantautore e polistrumentista statunitense
- 19 febbraio - Reiner Haseloff, politico tedesco
- 19 febbraio - Marja Kooiman, ex cestista olandese
- 19 febbraio - Christophe Pollock, direttore della fotografia francese († 2006)
- 19 febbraio - Sócrates, calciatore brasiliano († 2011)
- 20 febbraio - Pierpaolo Bibbò, cantautore italiano
- 20 febbraio - Jon Brant, bassista statunitense
- 20 febbraio - Ferruccio Campagnolo, ex calciatore italiano
- 20 febbraio - Vasilij Vasil'evič Cibliev, cosmonauta russo
- 20 febbraio - Glynis Coles, ex tennista britannica
- 20 febbraio - Ida Maria Dentamaro, politica italiana
- 20 febbraio - Anthony Head, attore britannico
- 20 febbraio - Patricia Campbell Hearst, attrice e criminale statunitense
- 20 febbraio - Olav Heimdal, ex calciatore norvegese
- 21 febbraio - David Barron, produttore cinematografico britannico
- 21 febbraio - Fabrizio Gorin, allenatore di calcio e calciatore italiano († 2002)
- 21 febbraio - Izō Hashimoto, sceneggiatore e regista giapponese
- 21 febbraio - Victor Martinez, scrittore statunitense († 2011)
- 21 febbraio - Christopher Mayer, attore statunitense († 2011)
- 21 febbraio - Donald Prothero, geologo e paleontologo statunitense
- 21 febbraio - Michele Scandroglio, ex politico italiano
- 21 febbraio - Rudolf Simek, germanista e filologo austriaco
- 21 febbraio - Søren Skov, calciatore danese († 2022)
- 21 febbraio - Ivo Van Damme, mezzofondista belga († 1976)
- 22 febbraio - Antonino De Francesco, storico italiano
- 22 febbraio - Ricardo Ferretti, allenatore di calcio e ex calciatore brasiliano
- 22 febbraio - Marion Greig, ex canottiera statunitense
- 22 febbraio - Pedro Brito Guimarães, arcivescovo cattolico brasiliano
- 22 febbraio - Nicolas Marié, attore francese
- 22 febbraio - Marzio Sepe, mafioso italiano († 2025)
- 22 febbraio - Russell Simpson, ex tennista neozelandese
- 22 febbraio - Ian Stark, cavaliere britannico
- 23 febbraio - György Gerendás, ex pallanuotista ungherese
- 23 febbraio - Sophie Hayden, attrice teatrale, attrice televisiva e cantante statunitense
- 23 febbraio - Viktor Juščenko, politico ucraino
- 23 febbraio - Stanislav Kočubyns'kyj, ex calciatore sovietico
- 23 febbraio - Kersten Meier, nuotatore tedesco († 2001)
- 23 febbraio - Eddy Vanhaerens, ciclista su strada belga
- 23 febbraio - Anton Winkler, slittinista tedesco occidentale († 2016)
- 24 febbraio - Bernardo Alfonsel, ex ciclista su strada spagnolo
- 24 febbraio - Jim Borgman, fumettista statunitense
- 24 febbraio - Leonid Dunaev, schermidore sovietico († 2002)
- 24 febbraio - Željko Glasnović, politico e militare croato
- 24 febbraio - Brad Greenberg, allenatore di pallacanestro, dirigente sportivo e ex cestista statunitense
- 24 febbraio - Robert Nelson Jacobs, sceneggiatore statunitense
- 24 febbraio - Plastic Bertrand, cantante, musicista e ballerino belga
- 24 febbraio - Gregory Kunde, tenore statunitense
- 24 febbraio - Sid Meier, autore di videogiochi canadese
- 24 febbraio - Linda Moore, ex giocatrice di curling canadese
- 24 febbraio - Jean Teulère, cavaliere francese
- 24 febbraio - Ljubov' Uspenskaja, cantante russo
- 25 febbraio - Gabi Ashkenazi, generale e politico israeliano
- 25 febbraio - Regina Casé, attrice brasiliana
- 25 febbraio - Cristiana Chamorro Barrios, giornalista, politica e attivista nicaraguense
- 25 febbraio - John Diedrich, attore, regista teatrale e produttore teatrale australiano
- 25 febbraio - John Doe, musicista, attore e cantautore statunitense
- 25 febbraio - Peter Fischer, dirigente sportivo e ex sciatore alpino tedesco
- 25 febbraio - Bill Flores, politico statunitense
- 25 febbraio - Tim Floyd, allenatore di pallacanestro statunitense
- 25 febbraio - Guido Gentili, giornalista e scrittore italiano
- 25 febbraio - Getúlio, allenatore di calcio e ex calciatore brasiliano
- 25 febbraio - Tjeert van 't Land, ex calciatore olandese
- 25 febbraio - Gerardo Pelusso, ex calciatore e allenatore di calcio uruguaiano
- 25 febbraio - Beppe Quirici, musicista e produttore discografico italiano († 2009)
- 26 febbraio - Filippo Bubbico, politico e architetto italiano
- 26 febbraio - Stina Ekblad, attrice finlandese
- 26 febbraio - Recep Tayyip Erdoğan, politico turco
- 26 febbraio - Masaki Eto, ex lottatore giapponese
- 26 febbraio - Aivars Lazdenieks, canottiere sovietico († 2023)
- 26 febbraio - Ted McKnight, ex giocatore di football americano statunitense
- 26 febbraio - Leon de Winter, scrittore olandese
- 27 febbraio - JoAnn Falletta, direttrice d'orchestra statunitense
- 27 febbraio - Hans Fässler, storico, politico e cantautore svizzero
- 27 febbraio - Gianni G. Galassi, direttore del doppiaggio e dialoghista italiano
- 27 febbraio - Ali Reza Ghesghayan, ex calciatore iraniano
- 27 febbraio - Thylias Moss, poetessa e drammaturga statunitense
- 27 febbraio - Mark Neumann, politico statunitense
- 27 febbraio - Neal Schon, chitarrista statunitense
- 28 febbraio - Brian Billick, allenatore di football americano statunitense
- 28 febbraio - Lubor Blažek, allenatore di pallacanestro ceco
- 28 febbraio - Jean Bourgain, matematico belga († 2018)
- 28 febbraio - Giorgio Comaschi, giornalista, conduttore televisivo e attore italiano
- 28 febbraio - Silvio Giobellina, bobbista svizzero
- 28 febbraio - Branko Ivanković, allenatore di calcio e ex calciatore jugoslavo
- 28 febbraio - Arnie Mausser, ex calciatore statunitense